# Kehkashan Basu
Kehkashan Basu es una activista por los derechos humanos y medioambientales emiratí. Es embajadora de la juventud para el Consejo para el futuro del mundo, asesora honoraria del Comité de ONGs sobre Desarrollo Sostenible, miembro de KidsRights Youngsters y ganadora del Premio Internacional de la Paz Infantil 2016.

## Biografía
Nació el 5 de junio de 2000. Vive en Dubái.
Fundadora y presidenta de Green Hope, una fundación que se preocupa por la sostenibilidad y que educa y empodera a los niños y jóvenes a nivel mundial, involucrándolos en el proceso de los Objetivos de Desarrollo Sostenible (ODS) a través de proyectos comunitarios centrados en la justicia climática, detención de la degradación de la tierra, promoción del consumo sostenible y las energías renovables y la conservación de la biodiversidad, así como la igualdad de género y la justicia social. Actualmente con más de 1000 miembros en total, en Canadá, Surinam, Medio Oriente, India y Nepal, trabaja realizando talleres y conferencias en torno a la implementación de los ODS.
En 2018 publicó el libro de cuento El árbol de la esperanza, en colaboración con la ilustradora Karen Webb-Meek.